# Swiss-European Mobility Programme
Le Swiss-European Mobility Programme (SEMP) est le programme suisse de mobilité académique qui remplace la participation de la Suisse au programme Erasmus+ depuis 2014. Il permet les échanges d’étudiants et de personnel académique entre les établissements suisses et ceux des pays participants à Erasmus+,.

## Contexte
En 2014, à la suite d’un vote populaire limitant l’immigration européenne, la Suisse a été exclue du programme Erasmus+. Pour garantir la continuité des échanges internationaux, le Secrétariat d’État à la formation, à la recherche et à l’innovation a mis en place le SEMP.

## Fonctionnement
Le SEMP finance des mobilités d’étude, de stage, d’enseignement et de formation pour:
- Étudiants (Bachelor, Master, Doctorat)
- Enseignants et personnel administratif

Les mobilités vont de 2 mois à 12 mois. Le programme suit les standards européens (ECTS, contrats d’études, reconnaissance académique),,.

## Situation actuelle
Le SEMP est financé par la Confédération et géré en collaboration avec les hautes écoles suisses. Bien que la Suisse ne soit pas associée à Erasmus+, elle reste fortement connectée à l’Espace européen de l’enseignement supérieur. Des discussions pour une réintégration sont en cours.